# Kostadinka Kunewa

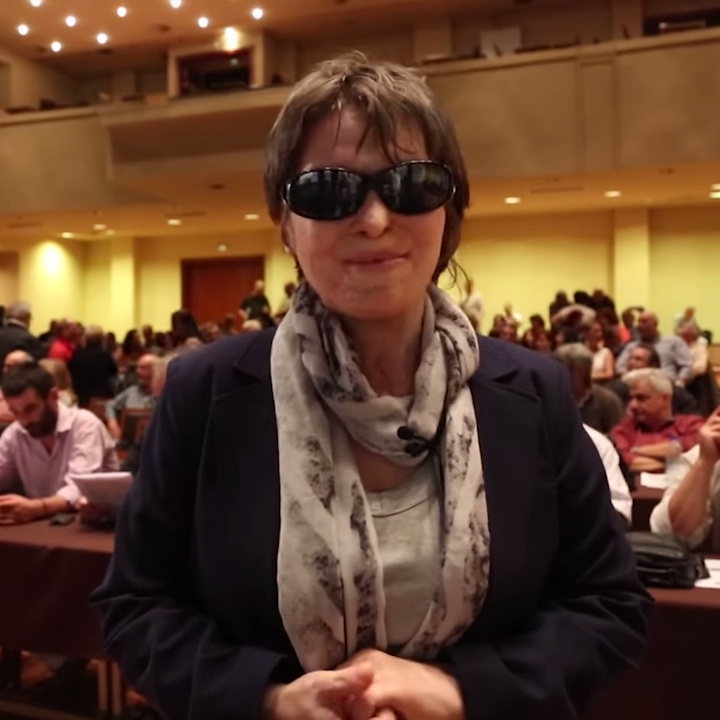
Konstantina Kouneva, 2015

Kostadinka Kunewa bekannt als Konstantina Kunewa (auch Kostadinka Kouneva oder Konstantina Kouneva geschrieben, bulgarisch Костадинка Кунева Константина Кунева, griechisch Κωνσταντίνα Κούνεβα, * 28. September 1964 in Silistra, Bulgarien) ist eine bulgarisch-griechische Politikerin der Synaspismos Rizospastikis Aristeras und Gewerkschafterin.

## Leben
Am 22. Dezember 2008 wurde Kunewa Opfer eines Säureanschlages. Erst am 23. Dezember 2009, genau ein Jahr nach dem Anschlag, wurde sie aus dem Krankenhaus entlassen.
Kunewa ist seit 2014 Abgeordnete im Europäischen Parlament. Dort ist sie Mitglied im Ausschuss für Beschäftigung und soziale Angelegenheiten, in der Delegation in den Ausschüssen für parlamentarische Kooperation EU-Kasachstan, EU-Kirgisistan, EU-Usbekistan und EU-Tadschikistan sowie für die Beziehungen zu Turkmenistan und der Mongolei. 
Kunewa ist bulgarische Migrantin, alleinerziehende Mutter und Aktivistin der Basisgewerkschaft der Reinigungskräfte im Großraum Athen (PEKOP).